# Guthrie Center
Guthrie Center è una città degli Stati Uniti d'America, situata nello Stato dell'Iowa, nella contea di Guthrie, della quale è il capoluogo.